# Igny-Comblizy
Igny-Comblizy ist eine französische Gemeinde mit 436 Einwohnern (Stand 1. Januar 2022) im Département Marne in der Region Grand Est. Sie gehört zum Arrondissement Épernay und zum Kanton Dormans-Paysages de Champagne. Sie entstand 1964 aus dem Zusammenschluss der beiden Gemeinden Igny-le-Jard und Comblizy.

## Bevölkerungsentwicklung
| Jahr      | 1962 | 1968 | 1975 | 1982 | 1990 | 1999 | 2007 | 2018 |
| Einwohner | 381  | 371  | 343  | 314  | 376  | 371  | 433  | 422  |

## Sonstiges
1177 wurde der Abt Gerhard von Clairvaux im Zisterzienserkloster Igny ermordet.

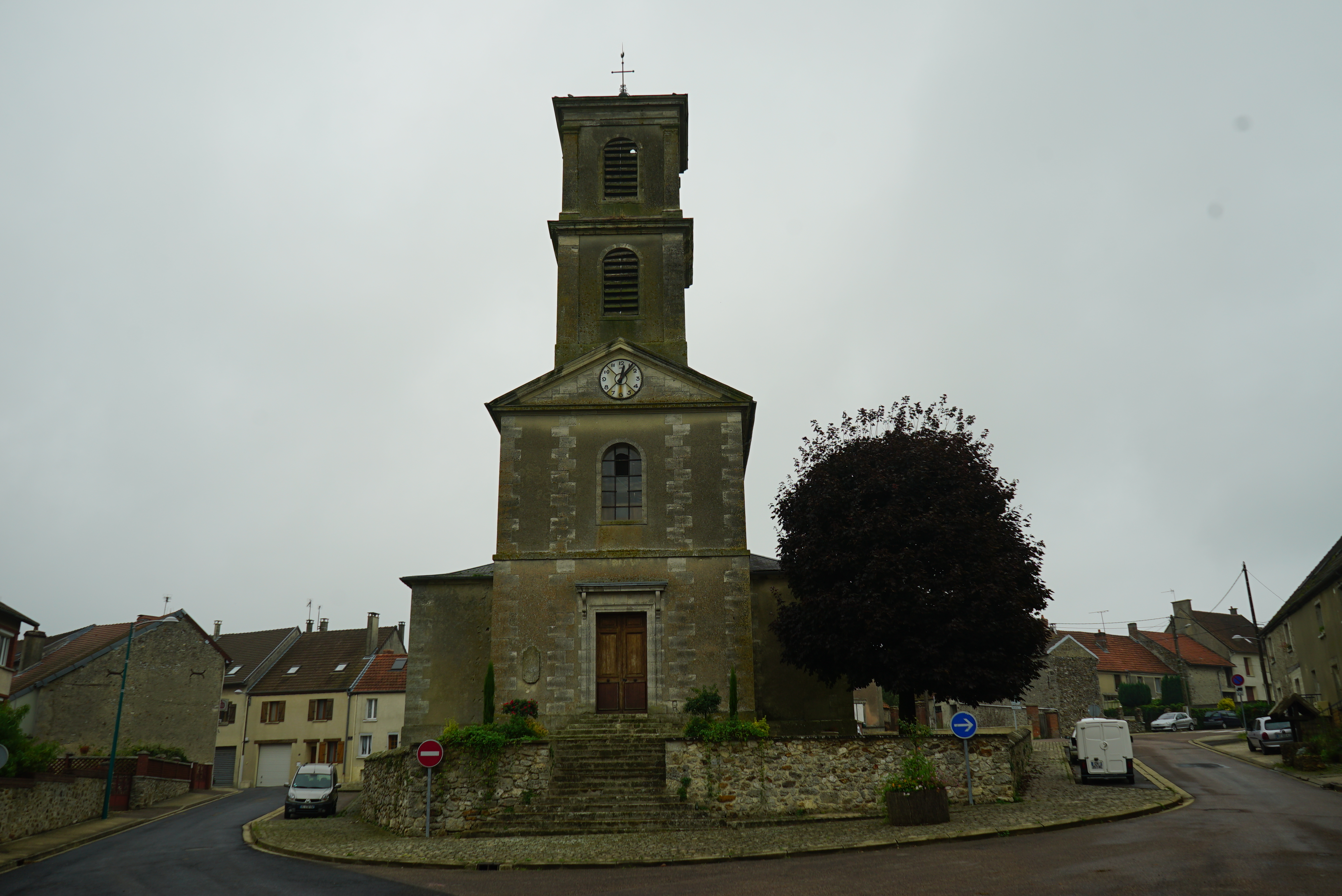
Kirche Saint-Nicolas
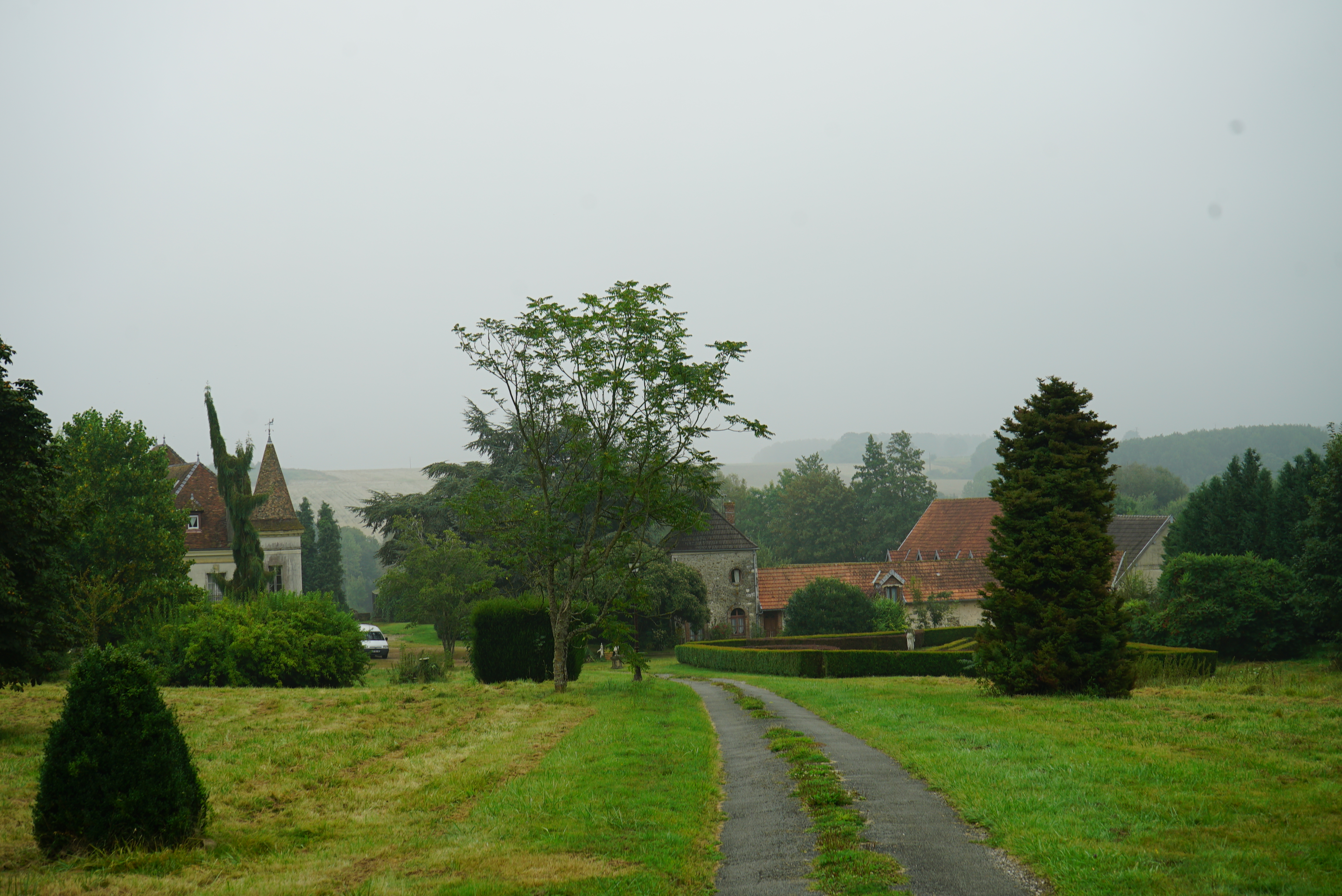
Schloss in Igny le Jard
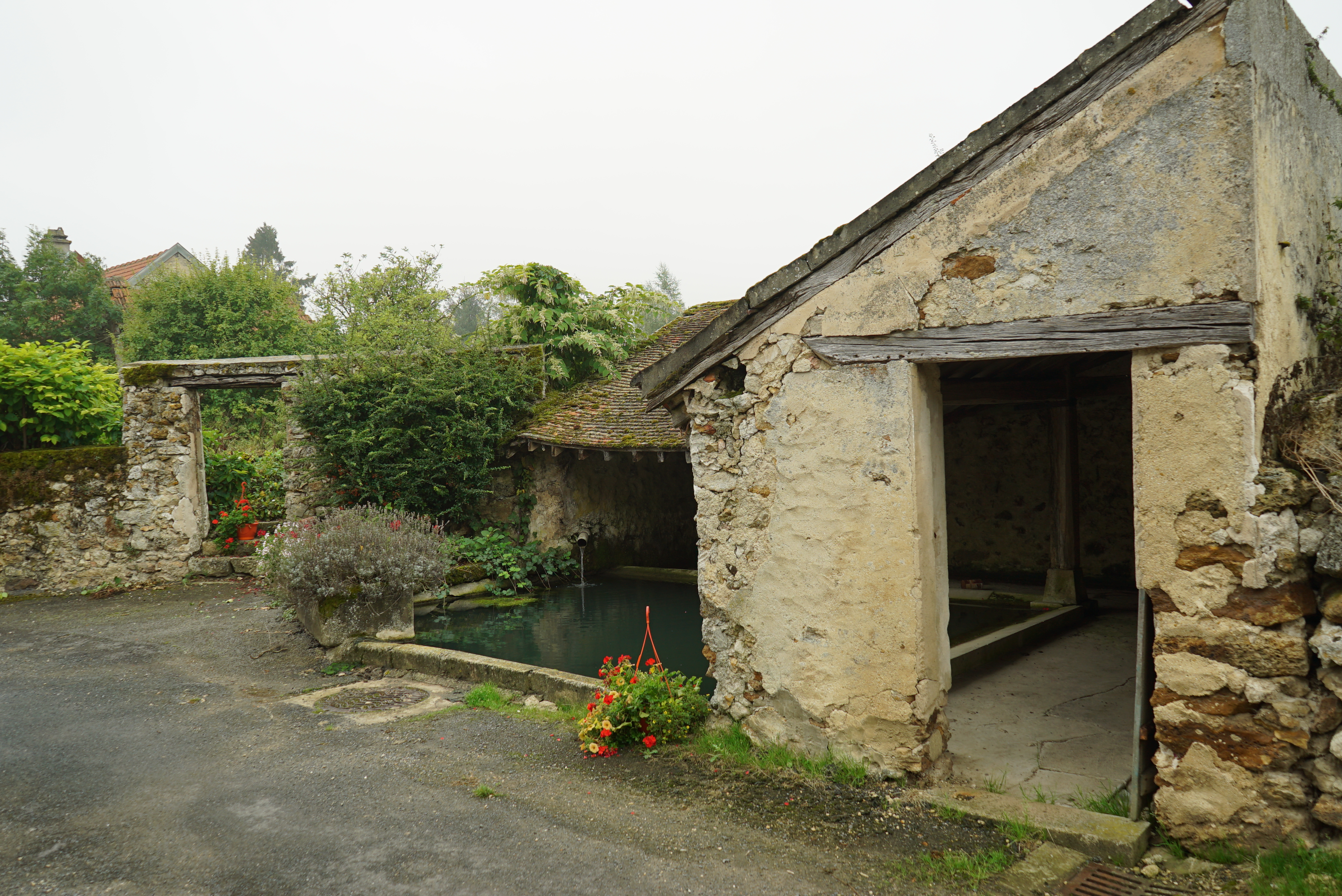
Ehemaliges Waschhaus in Comblizy